# Ich bin ein Star – Lasst mich wieder rein!
Ich bin ein Star – Lasst mich wieder rein! war ein Ableger der Show Ich bin ein Star – Holt mich hier raus!, der vom 31. Juli bis zum 8. August 2015 live aus den EMG-Studios in Hürth-Efferen bei RTL ausgestrahlt wurde. Als Teilnehmer traten in neun Sendungen jeweils drei ehemalige Teilnehmer vergangener Staffeln an. Es wurden Einspielfilme gezeigt und die Teilnehmer mussten Aufgaben in deutschen Städten und im Studio lösen. Die Gewinnerin der Sendung, Brigitte Nielsen, nahm im Jahr 2016 zum zweiten Mal an der Originalshow teil.

## Teilnehmer
Die fettgedruckten Teilnehmer haben die staffelinterne Show gewonnen und zogen somit ins Finale ein.
| 1 | Costa Cordalis (62,28 %)    | Dustin Semmelrogge (26,26 %) | Werner Böhm (11,46 %)                |
| 2 | Willi Herren (59,49 %)      | Carsten Spengemann (21,56 %) | Nadja abd el Farrag (18,95 %)        |
| 3 | Barbara Engel (41,96 %)     | Eike Immel (38,26 %)         | Julia Biedermann (19,78 %)           |
| 4 | Ingrid van Bergen (75,12 %) | Christina Lugner (14,95 %)   | Peter Bond (9,93 %)                  |
| 5 | Sarah Knappik (53,51 %)     | Jay Khan (28,39 %)           | Mathieu Carrière (18,10 %)           |
| 6 | Brigitte Nielsen (56,51 %)  | Micaela Schäfer (35,36 %)    | Aílton (8,13 %)                      |
| 7 | Joey Heindle (61,62 %)      | Fiona Erdmann (23,31 %)      | Georgina Fleur (15,07 %)             |
| 8 | Michael Wendler (48,56 %)   | Melanie Müller (38,08 %)     | Gabriella De Almeida Rinne (13,36 %) |
| 9 | Walter Freiwald (34,51 %)   | Sara Kulka (33,58 %)         | Angelina Heger 1 (31,91 %)           |

## Finale

### Abstimmung 1
| Platz | Teilnehmer        | Anrufe in % |
| ----- | ----------------- | ----------- |
| 1     | Brigitte Nielsen  | 29,16 %     |
| 2     | Michael Wendler   | 15,20 %     |
| 3     | Joey Heindle      | 14,46 %     |
| 4     | Willi Herren      | 11,59 %     |
| 5     | Sarah Knappik     | 8,99 %      |
| 6     | Walter Freiwald   | 8,14 %      |
| 7     | Costa Cordalis    | 5,89 %      |
| 8     | Ingrid van Bergen | 4,81 %      |
| 9     | Barbara Engel     | 1,76 %      |

### Abstimmung 2
| Platz | Teilnehmer       | Anrufe in % |
| ----- | ---------------- | ----------- |
| 1     | Brigitte Nielsen | 49,46 %     |
| 2     | Joey Heindle     | 26,10 %     |
| 3     | Michael Wendler  | 24,44 %     |

## Ablauf
In den neun Sendungen traten jeweils drei ehemalige Teilnehmer einer Staffel in 24h-Städtemissionen gegeneinander an. Dabei mussten sie verschiedene Aufgaben lösen und an ungewöhnlichen Orten die Nacht verbringen. Wurde eine Mission nicht erfüllt, hatte dies keine weiteren Konsequenzen. Im Studio mussten die Kandidaten im Dschungelquiz Fragen zur entsprechenden Staffel beantworten. Bei einer falschen Antwort bekamen alle eine Schlammdusche. Für das Weiterkommen ins Finale spielten die Missionen und Studio-Prüfungen keine Rolle, der jeweilige Finalteilnehmer wurde ausschließlich durch das Telefonvoting der Zuschauer bestimmt.
Bei den Dreharbeiten wurde Michael Wendler beim Abseilen von einem Kran nicht rechtzeitig vom Seil gestoppt und kam auf dem Boden auf. Dabei zog er sich einen Kahnbeinbruch an der rechten Hand zu, der operiert werden musste. Daraufhin wurde Michael Wendler während der Folge 8 und dem Finale per Monitor eingeblendet und nahm nicht an den Studio-Prüfungen teil; das Dschungelquiz seiner Staffelkollegen wurde nicht ausgetragen.
Im zweiten Teil der letzten Folge traten die Finalteilnehmer in einer weiteren Studioprüfung gegeneinander an, bei der aus jeweils 3 Tastkisten australische Geldscheine geholt werden mussten. Das Ergebnis dieser Prüfung hatte ebenfalls keinen Einfluss auf das Weiterkommen, der Gewinner wurde wieder per Telefonvoting der Zuschauer bestimmt.
Im Finale erhielt Brigitte Nielsen die meisten Zuschauerstimmen und nahm daher im Januar 2016 erneut an der Originalshow in Australien teil.

## Einschaltquoten
| Quoten  | Quoten             | Quoten                    | Quoten                  | Quoten                           | Quoten                         |
| Folge   | Erstausstrahlung   | Zuschauerzahl ab 3 Jahren | Marktanteil ab 3 Jahren | Zuschauerzahl 14- bis 49-Jährige | Marktanteil 14- bis 49-Jährige |
| ------- | ------------------ | ------------------------- | ----------------------- | -------------------------------- | ------------------------------ |
| Folge 1 | Fr, 31. Juli 2015  | 3,03 Mio.                 | 15,7 %                  | 1,73 Mio.                        | 23,7 %                         |
| Folge 2 | Sa, 1. August 2015 | 2,08 Mio.                 | 10,9 %                  | 1,19 Mio.                        | 17,1 %                         |
| Folge 3 | So, 2. August 2015 | 2,03 Mio.                 | 11,2 %                  | 1,29 Mio.                        | 18,5 %                         |
| Folge 4 | Mo, 3. August 2015 | 2,08 Mio.                 | 12,2 %                  | 1,13 Mio.                        | 17,2 %                         |
| Folge 5 | Di, 4. August 2015 | 2,13 Mio.                 | 12,3 %                  | 1,14 Mio.                        | 17,4 %                         |
| Folge 6 | Mi, 5. August 2015 | 2,32 Mio.                 | 13,1 %                  | 1,31 Mio.                        | 19,7 %                         |
| Folge 7 | Do, 6. August 2015 | 2,09 Mio.                 | 12,3 %                  | 1,09 Mio.                        | 16,4 %                         |
| Folge 8 | Fr, 7. August 2015 | 2,54 Mio.                 | 14,6 %                  | 1,43 Mio.                        | 21,5 %                         |
| Finale  |                    |                           |                         |                                  |                                |
| Folge 9 | Sa, 8. August 2015 | 1,95 Mio.                 | 8,8 %                   | 1,05 Mio.                        | 14,5 %                         |